# El Encanto

Localização de El Encanto no departamento de Amazonas.

El Encanto é uma cidade da Colômbia, no departamento de Amazonas. Tem uma população de 4.376 habitantes. Está localizado 158 metros acima do nível do mar. Foi erguido como um município em 4 de dezembro de 1951, confirmado em 1953, em 1991, pelo artigo 21 do município etapa presidência departamental rebatizado de 4 de outubro de 1991.